# 숲속의 호수
숲속의 호수(영어: Sup sogŭi Hosu)는 미국 미네소타주 베미지에 있는 한국어 여름 학교이다.  1999년에 개교했으며, 2023년에는 역사상 3,000명이 넘는 학생들이 참가했다.